# Embelia tortuosa
Embelia tortuosa är en viveväxtart som beskrevs av Otto Stapf. Embelia tortuosa ingår i släktet Embelia och familjen viveväxter. Inga underarter finns listade i Catalogue of Life.